# Blázar

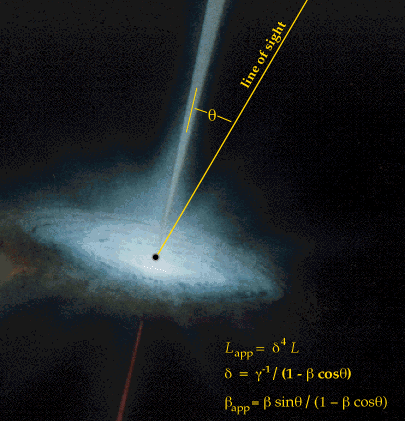
Cuando el ángulo θ que forma el jet con la Tierra es cero, el cuásar o núcleo galáctico activo es denominado Blazar

Un blázar es una fuente de energía muy compacta y altamente variable, asociada a un agujero negro situado en el centro de una galaxia. Los blazares están entre los fenómenos más violentos del universo y son un tema importante en la astronomía extragaláctica.
Los blázares son un tipo particular de núcleo activo galáctico (en inglés: Active galactic nucleus o AGN), caracterizado por emitir un jet o chorro relativista. 

## Aspectos generales
Actualmente se acepta que un blázar es un cuásar, con la salvedad de que su chorro se encuentra apuntando en dirección a la Tierra. El hecho de que observemos el jet orientado directamente a nosotros explica tanto la intensidad como la rápida variabilidad y rasgos de los distintos tipos de blázares. Muchos blázares parecen experimentar velocidades superlumínicas dentro de los primeros pársecs de sus jets, probablemente debido a los frentes de onda de choque relativísticos.
Los blázares no constituyen un grupo homogéneo. Se dividen en dos grupos:
- cuásares altamente variables, (denominados también en inglés "OVV", de Optically Violent Variable quasars), que son un pequeño subgrupo dentro de los cuásares.
- objetos BL Lacertae, objetos «BL Lac» o simplemente «BL Lacs».

El nombre de "blázar" fue acuñado originalmente en 1978 por el astrónomo Edward Spiegel para indicar la combinación de estas dos clases. Algunos de estos objetos pueden ser blázares intermedios, con propiedades de ambos.
El cuadro generalmente aceptado de estos cuásares OVV es que son intrínsecamente potentes radio galaxias, mientras que los objetos BL Lac son básicamente galaxias de fuentes de radio débil. En los dos casos son galaxias gigantes elípticas. 
Los modelos alternativos, por ejemplo, las microlentes gravitacionales, pueden explicar algunos blázares con propiedades distintas a las generales.
También se considera que los agujeros negros configuran blázares cuando sus chorros de plasma son visibles. Se cree que los cuásares (y blázares) son propios de los primeros estadios de evolución de las galaxias. Esto explica por qué solo los observamos a distancias de miles de millones de años luz (y por tanto muy antiguos).
Las galaxias que contienen un núcleo activo (AGN) se denominan también galaxias activas.
En julio de 2018, un blázar llamado TXS 0506+056 fue identificado como la primera fuente de neutrinos de alta energía que llegan a la Tierra gracias al proyecto IceCube.

## Estructura

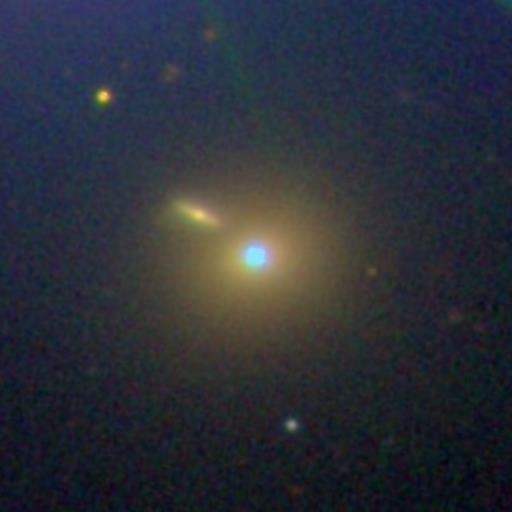
Imagen del Sloan Digital Sky Survey del blazar Markarian 421, que ilustra el núcleo brillante y la galaxia elíptica que lo alberga.

Se cree que los blazares, como todos los núcleos galácticos activos (AGN), se alimentan en última instancia de material que cae sobre un agujero negro supermasivo situado en el centro de la galaxia anfitriona. Gas, polvo y alguna que otra estrella son capturados y lanzados en espiral hacia el agujero negro central, creando un disco de acrecimiento caliente que genera enormes cantidades de energía en forma de fotones, electrones, positrones y otras partículas elementales. Esta región es relativamente pequeña, de un tamaño aproximado de 10-3 pársecs.
También hay un toroide opaco de mayor tamaño que se extiende varios parsecs desde el agujero negro y que contiene un gas caliente con regiones incrustadas de mayor densidad. Estas "nubes" pueden absorber y reemitir energía de las regiones más cercanas al agujero negro. En la Tierra, las nubes se detectan como líneas de emisión en el espectro del blazar.
Perpendicular al disco de acrecimiento, un par de chorros relativistas transportan plasma altamente energético lejos del AGN. El chorro está colimado por una combinación de intensos campos magnéticos y potentes vientos procedentes del disco de acrecimiento y el toroide. Dentro del chorro, fotones y partículas de alta energía interactúan entre sí y con el fuerte campo magnético. Estos chorros relativistas pueden extenderse hasta varias decenas de kiloparsecs desde el agujero negro central.
Todas estas regiones pueden producir una gran variedad de energía observada, principalmente en forma de un espectro no térmico que va desde la radio de muy baja frecuencia hasta los rayos gamma extremadamente energéticos, con una alta polarización (típicamente unos pocos por ciento) en algunas frecuencias. El espectro no térmico consiste en radiación de sincrotrón en el rango de radio a rayos X, y emisión Compton inversa en la región de rayos X a rayos gamma. En los cuásares OVV también hay un espectro térmico que alcanza su punto máximo en la región ultravioleta y débiles líneas de emisión ópticas, pero son débiles o inexistentes en los objetos BL Lac.

## Efectos relativistas en el haz
La emisión observada de un blázar se ve muy reforzada por los efectos de la relatividad especial en el chorro, un proceso llamado "haz relativista". La velocidad global del plasma que constituye el chorro puede estar en el rango del 95%–99% de la velocidad de la luz, aunque las partículas individuales se mueven a velocidades más altas en varias direcciones.
La relación entre la luminosidad emitida en el marco de reposo del chorro y la luminosidad observada desde la Tierra depende de las características del chorro. Estos incluyen si la luminosidad surge de un frente de choque o de una serie de manchas más brillantes en el chorro, así como detalles de los campos magnéticos dentro del chorro y su interacción con las partículas en movimiento.
Un modelo simple del haz ilustra los efectos relativistas básicos que relacionan la luminosidad en el resto del chorro, Se, y la luminosidad observada en la Tierra, So:  So es proporcional a Se × D2, donde D is es el factor de doppler.
Cuando se los analiza con mayor detalle, se observa que tres efectos relativistas están involucrados:
- La aberración relativista contribuye con factor D2. La aberración es consecuencia de la relatividad especial donde las direcciones que parecen isotrópicas en un marco de referencia en reposo (en este caso el chorro) parecen empujadas hacia la dirección del movimiento en el marco de referencia del observador (en este caso la Tierra).
- La dilatación del tiempo contribuye con un factor D+1. Este efecto acelera la liberación aparente de energía. Si el chorro emite un pulso de energía por minuto en su propio marco de referencia en reposos, esta emisión será percibida desde la Tierra como mucho más frecuente, probablemente cada diez segundos.

### Ejemplo
Sea un chorro con un ángulo con la línea de obseración de  θ = 5° y una velocidad de 99.9% de la velocidad de la luz. La luminosidad observada desde la Tierra es 70 veces mayor que la luminosidad emitida. Sin embargo, si θ se encuentra en el valor mínimo de 0° el chorro parecerá 600 veces más brillante cuando se lo observa desde la Tierra.

### Haz relativista que se aleja
El haz relativista también tiene otra consecuencia crítica. El chorro que no se acerca a la Tierra aparecerá más débil debido a los mismos efectos relativistas. Por lo tanto, dos chorros intrínsecamente idénticos aparecerán significativamente asimétricos. En el ejemplo anterior, cualquier chorro en el que θ > 35° se observará en la Tierra como menos luminoso de lo que sería desde el marco de reposo del chorro.
Otra consecuencia es que una población de AGN intrínsecamente idénticos y dispersos en el espacio con orientaciones de chorro aleatorias se verá como una población muy poco homogénea en la Tierra. Los pocos objetos en los que θ es pequeño tendrán un chorro muy brillante, mientras que el resto tendrá aparentemente chorros considerablemente más débiles. Aquellos en los que θ varía de 90° parecerán tener chorros asimétricos.
Esta es la esencia de la conexión entre los blázares y las radiogalaxias. Los AGN que tienen chorros orientados cerca de la línea de visión con la Tierra pueden parecer extremadamente diferentes de otros AGN aunque sean intrínsecamente idénticos.

## Consideraciones actuales
Se cree que los blázares son núcleos galácticos activos, con chorros relativistas orientados cerca de la línea de visión con el observador.
La especial orientación de los chorros explica sus peculiares características generales: alta luminosidad observada, variación muy rápida, alta polarización (en comparación con los cuásares que no son blazares), y los aparentes movimientos superlumínicos detectados a lo largo de los primeros parsecs de los chorros en la mayoría de los blazares.
En general, se ha aceptado un Esquema Unificado o Modelo Unificado, en el que los cuásares altamente variables se relacionan con radiogalaxias intrínsecamente potentes, y los objetos BL Lac con radiogalaxias intrínsecamente débiles. La distinción entre estas dos poblaciones conectadas explica la diferencia en las propiedades de las líneas de emisión en los blazares. 
Otras explicaciones para el enfoque del chorro relativista/esquema unificado que se han propuesto incluyen la microlente gravitacional y la emisión coherente del chorro relativista. Ninguna de ellas explica las propiedades generales de los blazares. Por ejemplo, la microlente es acromática. Es decir, todas las partes de un espectro subirían y bajarían juntas. Esto no se observa en los blazares. Sin embargo, es posible que estos procesos, así como una física del plasma más compleja, puedan explicar observaciones específicas o algunos detalles.
Algunos ejemplos de blazares son 3C 454.3, 3C 273, BL Lacertae, PKS 2155-304, Markarian 421, Markarian 501 y S5 0014+81. Markarian 501 y S5 0014+81 también se denominan "blazares TeV" por su emisión de rayos gamma de alta energía (rango de teraelectronvoltios).
En julio de 2018, un blazar llamado TXS 0506+056 fue identificado como fuente de neutrinos de alta energía por el proyecto IceCube.

## Ejemplos
- 3C279
- S5 0014+81
- ULAS J1120+0641